# جون ماريو راميريز
جون ماريو راميريز (بالإسبانية: John Mario Ramírez) هو لاعب كرة قدم كولومبي في مركز الوسط، ولد في 3 ديسمبر 1971. لعب مع ديبورتيفو كالي.

## وصلات خارجية
- جون ماريو راميريز على موقع قاعدة بيانات كرة القدم.إي يو (الإنجليزية)
- جون ماريو راميريز على موقع ناشيونال فوتبول تيمز (الإنجليزية)
- جون ماريو راميريز على موقع Soccerway.com (الإنجليزية)
- جون ماريو راميريز على موقع عالم كرة القدم.نت (الإنجليزية)